# André Kristensen
André Bergsholm Kristensen (Sandefjord, 15 de marzo del 2000) es un jugador de balonmano noruego que juega de portero en el Sporting CP. Es internacional con la selección de balonmano de Noruega.
Su primer gran campeonato con la selección fue el Campeonato Mundial de Balonmano Masculino de 2025.

## Palmarés

### ØIF Arendal
- Liga de Noruega de balonmano (1): 2019

### Sporting de Portugal
- Liga de Portugal de balonmano (1): 2024
- Copa de Portugal de balonmano (2): 2023, 2024

## Clubes
| Club                | País     | Año         |
| ------------------- | -------- | ----------- |
| Sandefjord Håndball | Noruega  | 2016 - 2018 |
| ØIF Arendal         | Noruega  | 2018 - 2021 |
| Drammen HK          | Noruega  | 2021 - 2022 |
| Sporting CP         | Portugal | 2022 - Act. |